# Australische boomzwaluw
De Australische boomzwaluw (Petrochelidon nigricans ook wel Hirundo nigricans) is een zangvogel die behoort tot de familie van de zwaluwen.
Deze vogel wordt ook wel gewoon boomzwaluw genoemd, maar meestal wordt hiermee de Amerikaanse boomzwaluw (Tachycineta bicolor) bedoeld.

## Verspreiding en leefgebied
Deze vogel broedt in Australië voornamelijk zuidelijk van de 20ste breedtegraad en op Timor. Het is een trekvogel die in de zuidelijke winter naar het noorden trekt en dan oostelijk van de Wallacelijn in Indonesië, Nieuw-Guinea en de Salomonseilanden verblijft en soms als dwaalgast in Nieuw-Zeeland wordt waargenomen.
De soort telt drie ondersoorten:
- P. n. timoriensis: de oostelijke Kleine Soenda-eilanden.
- P. n. neglecta: Australië.
- P. n. nigricans: Tasmanië.

De Australische boomzwaluw is een vogel van open bosgebieden waarin grote dode bomen met holen zijn te vinden waarin de vogel nestelt. De vogel wordt steeds algemener in stedelijk gebied.

## Status
De grootte van de populatie is niet gekwantificeerd maar de soort wordt omschreven als algemeen. Op de Rode lijst van de IUCN heeft deze soort de status niet bedreigd.